# Victoria Road (Stadion)
Die Victoria Road ist ein Fußballstadion in Dagenham, Barking and Dagenham im Nordosten von London, England. Es ist die Heimspielstätte des Fußballclubs Dagenham & Redbridge und bietet 6.078 Zuschauern einen Platz.

## Name
Von 2003 bis 2006 trug die Victoria Road den Sponsorennamen Glyn Hopkin Stadium, nach einem Autohändler. Im Juli 2007 vereinbarte der Verein mit dem London Borough of Barking and Dagenham einen Sponsorenvertrag über einen neuen Stadionnamen. So trug das Stadion den offiziellen Namen London Borough of Barking & Dagenham Stadium. Seit 2015 hält das Unternehmen Chigwell Construction die Namensrechte und das Stadion heißt Chigwell Construction Stadium.

## Geschichte
Das Stadion entstand im Jahr 1917 neben einem Stahlwerk. Im Jahr 1955 zog Briggs Sports an die Rush Green Road um und der FC Dagenham wurde neuer Nutzer des Stadions. Während des Sommers entfernte man Steine vom Spielfeld und ein neuer Rasen wurde ausgesät. Die Tribünen wurden erweitert. Nur eine kleine Holztribüne besaß ein Dach. Eine neue Haupttribüne wurde ab dem Herbst 1955 errichtet; die Eröffnung der Tribüne mit rund 800 Plätzen feierte man am 7. Januar 1956. Im Sommer 1956 wurde eine Drehkreuzanlage und Toiletten für die Besucher zur Anlage ergänzt. Das erste Spiel unter Flutlicht fand am 26. September 1957 zwischen dem FC Dagenham und Woodford Town im FA Youth Cup statt. Im ersten Abendspiel der ersten Mannschaft des FC Dagenham traf man am 19. Januar 1958 auf Rainham Town.
Bis zum Einzug der Redbridge Forest im Jahr 1990 tat sich wenig im Stadion. Der neue Mitnutzer zahlte eine neue Tribüne. Der Sitzplatzrang ersetzte einen Stehplatzbereich. Diese Erweiterung war für die Anforderungen der Football Conference nötig geworden. Zwei Jahre später fusionierten die beiden Vereine FC Dagenham und Redbridge Forest zum FC Dagenham & Redbridge. Im Jahr 1995 sanierte man die baufälligen Mauern und zwei Jahre darauf den Toilettenbereich im Stadion. Als Nächstes wurde 2001 die alte Holztribüne abgerissen und durch den Neubau Marcus James Stand mit Sitzplätzen ersetzt. Nur drei Monate nach dem Abriss stand der Bau und wurde am 4. August 2001 bei dem Spiel Dagenham & Redbridge gegen den FC Canvey Island eingeweiht. Im Sommer 2001 wurde die Drehkreuz- wie die Flutlichtanlage erneuert.
Im Oktober 2001 schloss der Verein mit der Brauerei Bass Brewery einen Sponsorenvertrag für die Haupttribüne über 150.000 £ ab. Die Haupttribüne bekam den Namen Carling Stand. Die Einnahmen aus dem Vertrag ließen weitere Baumaßnahmen zu. So wurden die Wege um das Stadion ausgebessert und das Bury Road End bekam eine neue Drehkreuzanlage. Mit diesen Umbauten fasst das Stadion heute 6.078 Zuschauer. Im Sommer 2012 erhielt das Stadion eine neue, stärkere Flutlichtanlage, um die Anforderungen der Football League zu erfüllen.

### Sonstige Nutzung
Neben den Spielen von Dagenham & Redbridge nutzte die englische Fußballnationalmannschaft der Frauen die Spielstätte zu einem Länderspiel gegen die Schwedinnen. Ein Halbfinale im FA Women’s Cup fand in Dagenham statt. Des Weiteren gab es noch Spiele der englischen Jugend-Fußballnationalmannschaft in der Victoria Road.

## Besucherrekord und Zuschauerschnitt
Der Rekordbesuch seit der Fusion der beiden Vereine wurde am 5. Januar 2002 aufgestellt. Das FA-Cup-Spiel der 3. Runde zwischen Dagenham & Redbridge und Ipswich Town (1:4) sahen 5.949 Zuschauer.
- 2011/12: 2.091 (Football League Two)
- 2012/13: 1.903 (Football League Two)
- 2013/14: 1.920 (Football League Two)
- 2014/15: 2.077 (Football League Two)
- 2015/16: 2.003 (Football League Two)
- 2016/17: 1.413 (National League)
- 2017/18: 1.463 (National League)
- 2018/19: 1.423 (National League)
- 2019/20: 1.401 (National League)

## Tribünen
- Carling Stand / Barking College Stand – (Süd, Haupttribüne, Sitzplätze)
- North Terrace – (Nord, Gegentribüne)
- Bury Road End – (Ost, Hintertortribüne)
- Marcus James Stand – (West, Hintertortribüne, Sitzplätze, Gästerang)

## Galerie

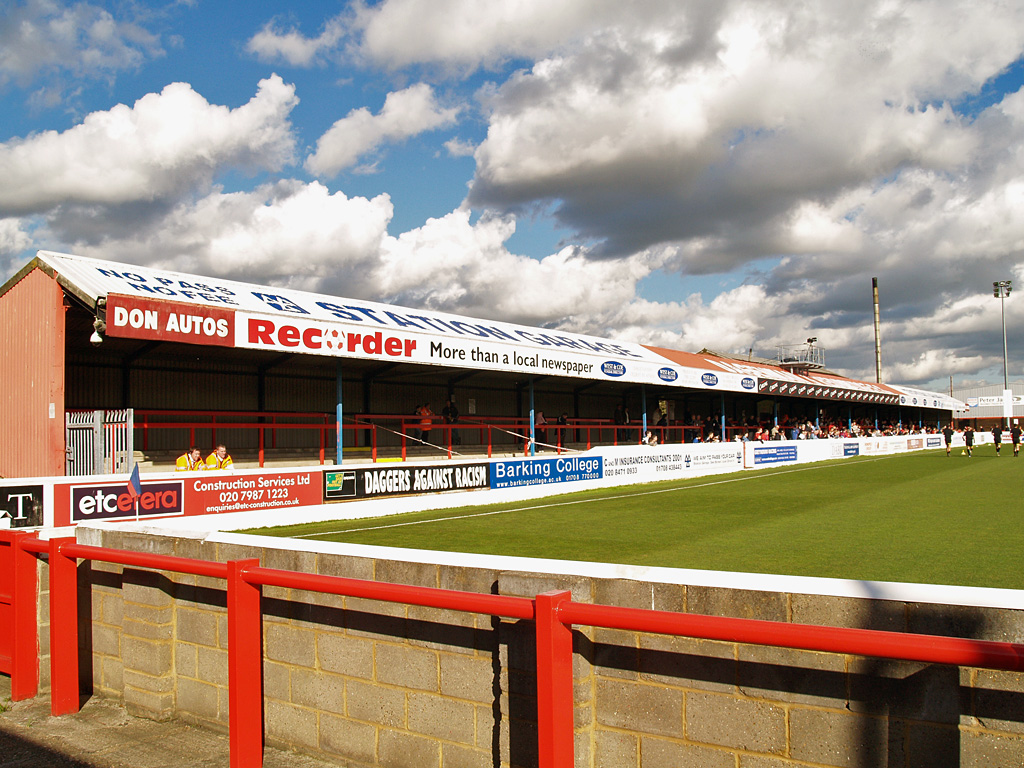
Die North Terrace
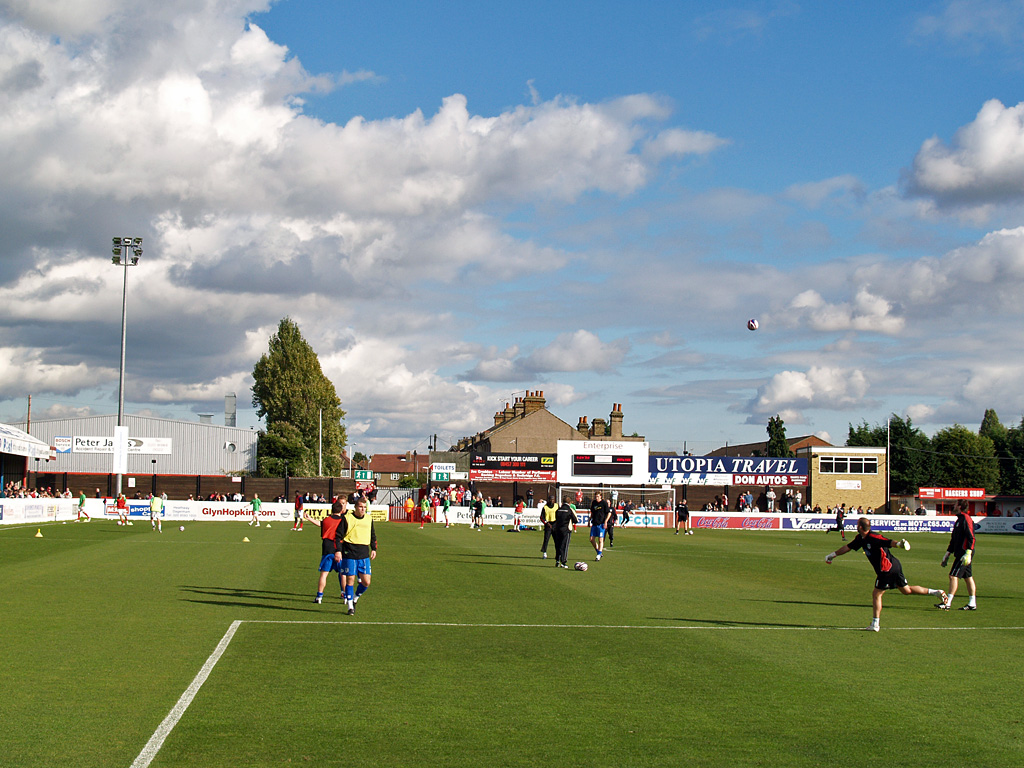
Der Bury Road End
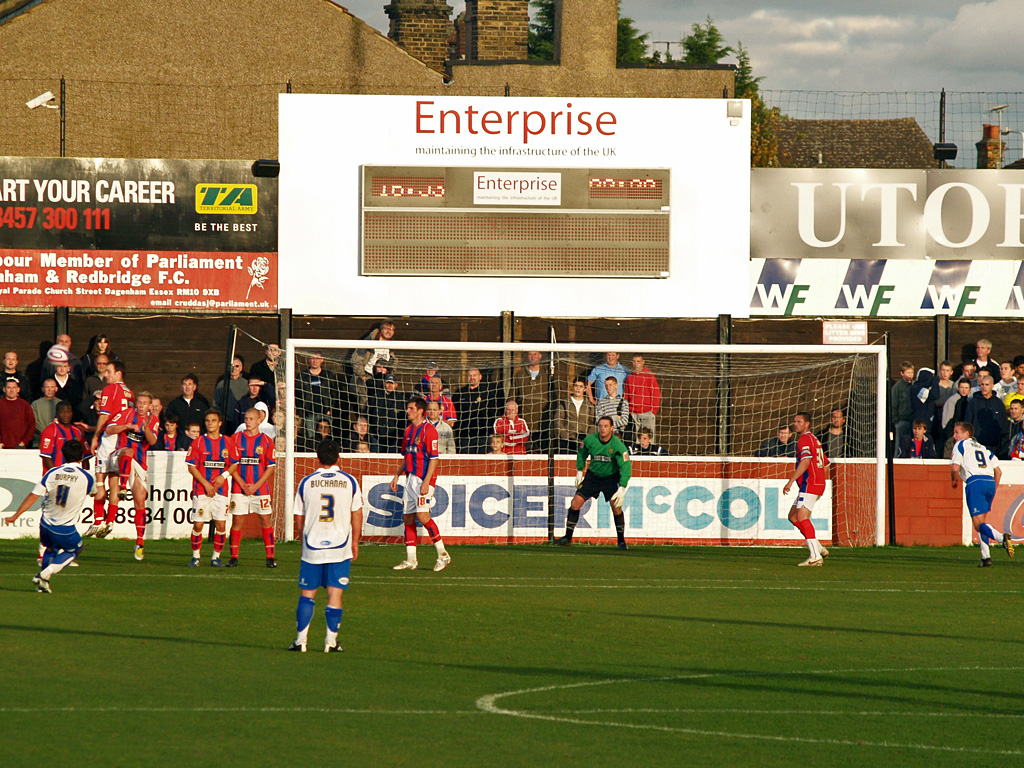
Die Anzeigetafel am Bury Road End